# Conus narcissus
Conus narcissus é uma espécie de gastrópode do gênero Conus, pertencente à família Conidae.